# Населення Хмельницької області

## Чисельність населення
Населення Хмельницької області на 1 травня 2017 року становило 1278183 осіб.

Міське населення становить 726,2 тис.(54.5 %), сільське 607,8 тис.(45.5 %)
Історична динаміка чисельності населення області (у сучасних кордонах)
| рік  | населення | місце серед регіонів |
| ---- | --------- | -------------------- |
| 1926 | 1 788 000 |                      |
| 1939 | 1 732 000 | 10                   |
| 1941 | 1 786 000 |                      |
| 1944 | 1 282 100 |                      |
| 1959 | 1 608 407 | 10                   |
| 1970 | 1 615 373 | 13                   |
| 1979 | 1 558 442 | 14                   |
| 1989 | 1 527 114 | 15                   |
| 2001 | 1 430 775 | 13                   |
| 2014 | 1 306 992 | 14                   |
| 2017 | 1 278 183 | 15                   |

## Густота населення
Середня густота населення становить 64.8 осіб на км²

## Природний рух
Показники народжуваності, смертності та природного приросту населення  у 1950–2020 рр.
| коефіцієнт (на 1000 осіб) | 1950 | 1960 | 1970 | 1990 | 2000 | 2010 | 2020 |
| ------------------------- | ---- | ---- | ---- | ---- | ---- | ---- | ---- |
| народжуваності            | 23,4 | 19,8 | 14,8 | 12,9 | 8,5  | 10,8 | 7,8  |
| смертності                | 10,2 | 7,2  | 9,6  | 13,5 | 15,6 | 15,7 | 16,7 |
| природного приросту       | 13,2 | 12,6 | 5,2  | -0,6 | -7,1 | -4,9 | -8,9 |

| Природний рух населення Хмельницької області у 1950—2020 році | |
| --- | --- |
| На цьому місці має відображатися графік чи діаграма, однак з технічних причин його відображення наразі вимкнено. Будь ласка, не видаляйте код, який викликає це повідомлення. Розробники вже працюють для того, щоби відновити штатне функціонування цього графіка або діаграми. | |
| Народжених Смертей | |
| | На цьому місці має відображатися графік чи діаграма, однак з технічних причин його відображення наразі вимкнено. Будь ласка, не видаляйте код, який викликає це повідомлення. Розробники вже працюють для того, щоби відновити штатне функціонування цього графіка або діаграми. |

## Міграційний рух
За 2009 рік:

У межах України:  

Число прибулих: 22369  (16,7 на 1000 осіб)

Число вибулих: 22952  (17,1 на 1000 осіб)

Приріст:  –583  (–0,4 на 1000 осіб)

Зовнішня міграція: 

Число прибулих: 580 (0,5 на 1000 осіб)

Число вибулих: 335 (0,3 на 1000 осіб)

Приріст: +245 (0,2 на 1000 осіб)

## Національний склад
Національний склад населення Хмельницької області станом на 2001 рік 
| №  | Національність | Кількість осіб | Відсоток до загальної кількості |
| -- | -------------- | -------------- | ------------------------------- |
| 1  | Українці       | 1 339 331      | 93,88%                          |
| 2  | Росіяни        | 50 686         | 3,55%                           |
| 3  | Поляки         | 23 005         | 1,61%                           |
| 4  | Білоруси       | 2 750          | 0,19%                           |
| 5  | Євреї          | 1 410          | 0,10%                           |
| 6  | Молдовани      | 1 353          | 0,09%                           |
| 7  | Вірмени        | 1 159          | 0,08%                           |
| 8  | Цигани         | 490            | 0,03%                           |
| 9  | Татари         | 464            | 0,03%                           |
| 10 | Німці          | 365            | 0,03%                           |
| 11 | Інші           | 5 636          | 0,40%                           |
|    | Разом          | 1 426 649      | 100%                            |

Динаміка національного складу Хмельницької області за даними переписів:
|                | 1939   | 1959   | 1970   | 1979   | 1989   | 2001   |
| -------------- | ------ | ------ | ------ | ------ | ------ | ------ |
| українці       | 82,9   | 90,2   | 90,8   | 90,8   | 90,4   | 93,9   |
| росіяни        | 3,6    | 3,8    | 4,3    | 4,9    | 5,8    | 3,6    |
| поляки         | 5,5    | 4,4    | 3,3    | 2,8    | 2,4    | 1,6    |
| євреї          | 7,0    | 1,2    | 1,0    |        | 0,7    | 0,1    |
| білоруси       |        |        | 0,2    |        | 0,3    | 0,2    |
| населення, тис | 1739,1 | 1611,4 | 1615,4 | 1556,0 | 1521,6 | 1426,6 |

Національний склад районів та міст Хмельницької області за переписом 2001 року, %
|                             | українці | росіяни | поляки | білоруси | євреї |
| --------------------------- | -------- | ------- | ------ | -------- | ----- |
| м. Хмельницький             | 88,3     | 7,9     | 2,0    | 0,4      | 0,3   |
| м. Кам'янець-Подільський    | 91,2     | 5,9     | 0,6    | 0,3      | 0,2   |
| м. Нетішин                  | 87,5     | 9,8     | 0,8    | 0,4      |       |
| м. Славута                  | 90,0     | 6,6     | 2,0    | 0,4      | 0,3   |
| м. Старокостянтинів         | 91,1     | 6,7     | 1,0    | 0,4      | 0,2   |
| м. Шепетівка                | 90,7     | 5,8     | 2,0    | 0,3      | 0,3   |
| Білогірський район          | 98,3     | 0,9     | 0,5    | 0,1      |       |
| Віньковецький район         | 96,5     | 3,1     |        | 0,1      |       |
| Волочиський район           | 95,7     | 1,5     | 2,4    | 0,1      |       |
| Городоцький район           | 91,4     | 1,1     | 7,2    | 0,1      |       |
| Деражнянський район         | 97,4     | 1,5     | 0,1    | 0,2      |       |
| Дунаєвецький район          | 98,2     | 1,3     | 0,1    | 0,1      |       |
| Ізяславський район          | 95,7     | 2,5     | 1,2    | 0,2      |       |
| Кам'янець-Подільський район | 98,1     | 1,2     | 0,2    | 0,1      |       |
| Красилівський район         | 96,2     | 1,6     | 1,7    | 0,1      |       |
| Летичівський район          | 96,0     | 1,7     | 1,6    | 0,1      |       |
| Новоушицький район          | 96,1     | 3,4     | 0,1    | 0,1      |       |
| Полонський район            | 90,9     | 1,8     | 6,6    | 0,1      | 0,1   |
| Славутський район           | 97,8     | 1,1     | 0,9    | 0,1      |       |
| Старокостянтинівський район | 98,0     | 1,2     | 0,3    | 0,1      |       |
| Старосинявський район       | 98,5     | 0,9     | 0,4    | 0,1      |       |
| Теофіпольський район        | 98,4     | 0,8     | 0,3    | 0,1      |       |
| Хмельницький район          | 93,5     | 1,8     | 3,9    | 0,1      |       |
| Чемеровецький район         | 99,0     | 0,8     |        |          |       |
| Шепетівський район          | 96,3     | 1,6     | 1,4    | 0,1      |       |
| Ярмолинецький район         | 97,8     | 1,3     | 0,2    | 0,1      |       |
| Хмельницька область         | 93,9     | 3,6     | 1,6    | 0,2      | 0,1   |

## Мовний склад
Історична динаміка рідної мови населення Хмельницької області за результатами переписів, %
|            | 1959 | 1970 | 1979 | 1989 | 2001 |
| ---------- | ---- | ---- | ---- | ---- | ---- |
| українська | 89,4 | 93,1 | 92,3 | 91,3 | 95,2 |
| російська  | 5,7  | 5,8  | 6,9  | 8,0  | 4,1  |
| інша       | 4,9  | 1,1  | 0,8  | 0,7  | 0,7  |

Рідна мова населення Хмельницької області за переписом 2001 р. за адміністративними одиницями
|                             | українська | російська | польська | вірменська | білоруська | молдовська |
| --------------------------- | ---------- | --------- | -------- | ---------- | ---------- | ---------- |
| ХМЕЛЬНИЦЬКА ОБЛАСТЬ         | 95,2       | 4,1       | 0,2      | 0,1        | 0,1        | 0,1        |
| м. ХМЕЛЬНИЦЬКИЙ             | 88,4       | 10,4      | 0,4      | 0,1        | 0,1        |            |
| м. КАМ`ЯНЕЦЬ-ПОДІЛЬСЬКИЙ    | 91,2       | 7,1       | 0,1      |            | 0,1        |            |
| м. НЕТІШИН                  | 87,7       | 11,4      |          |            | 0,1        |            |
| м. СЛАВУТА                  | 92,3       | 7,2       | 0,1      | 0,1        | 0,1        |            |
| м. ШЕПЕТІВКА                | 93,5       | 5,7       | 0,1      | 0,1        | 0,1        | 0,1        |
| м. СТАРОКОСТЯНТИНІВ         | 92,0       | 7,5       | 0,1      | 0,1        | 0,2        |            |
| БІЛОГІРСЬКИЙ РАЙОН          | 99,0       | 0,8       |          | 0,1        |            |            |
| ВІНЬКОВЕЦЬКИЙ РАЙОН         | 97,2       | 2,6       |          |            | 0,1        | 0,1        |
| ВОЛОЧИСЬКИЙ РАЙОН           | 98,5       | 1,3       | 0,1      |            |            |            |
| ГОРОДОЦЬКИЙ РАЙОН           | 98,5       | 1,0       | 0,4      |            |            |            |
| ДЕРАЖНЯНСЬКИЙ РАЙОН         | 98,2       | 1,4       |          | 0,1        | 0,1        | 0,1        |
| ДУНАЄВЕЦЬКИЙ РАЙОН          | 98,4       | 1,3       |          | 0,1        |            | 0,1        |
| ІЗЯСЛАВСЬКИЙ РАЙОН          | 97,0       | 2,8       |          |            | 0,1        |            |
| КАМ`ЯНЕЦЬ-ПОДІЛЬСЬКИЙ РАЙОН | 98,6       | 1,2       |          |            | 0,1        | 0,1        |
| КРАСИЛІВСЬКИЙ РАЙОН         | 98,4       | 1,4       |          | 0,1        | 0,1        |            |
| ЛЕТИЧІВСЬКИЙ РАЙОН          | 98,2       | 1,5       |          |            |            | 0,1        |
| НОВОУШИЦЬКИЙ РАЙОН          | 96,5       | 3,3       |          |            | 0,1        | 0,1        |
| ПОЛОНСЬКИЙ РАЙОН            | 98,4       | 1,4       |          |            | 0,1        |            |
| СЛАВУТСЬКИЙ РАЙОН           | 98,8       | 1,1       |          |            |            |            |
| СТАРОКОСТЯНТИНІВСЬКИЙ РАЙОН | 98,6       | 1,1       |          | 0,1        |            |            |
| СТАРОСИНЯВСЬКИЙ РАЙОН       | 98,7       | 0,8       | 0,4      |            | 0,1        |            |
| ТЕОФІПОЛЬСЬКИЙ РАЙОН        | 98,9       | 0,8       |          | 0,2        |            |            |
| ХМЕЛЬНИЦЬКИЙ РАЙОН          | 95,8       | 2,0       | 1,8      | 0,1        |            | 0,2        |
| ЧЕМЕРОВЕЦЬКИЙ РАЙОН         | 99,1       | 0,8       |          |            |            | 0,1        |
| ШЕПЕТІВСЬКИЙ РАЙОН          | 97,9       | 1,7       |          |            | 0,1        | 0,1        |
| ЯРМОЛИНЕЦЬКИЙ РАЙОН         | 98,1       | 1,5       |          | 0,1        | 0,1        | 0,1        |

### Вільне володіння мовами
За даними Всеукраїнського перепису населення 2001 року, 99,03% мешканців Хмельницької області вказали вільне володіння українською мовою, а 46,70% - російською мовою. 98,32% мешканців Хмельницької області вказали вільне володіння мовою своєї національності.
Вільне володіння мовами найбільш чисельних національностей Хмельницької області за даними перепису населення 2001 р.
|           | своєї національності | українська | російська |
| --------- | -------------------- | ---------- | --------- |
| Українці  | 99,87%               |            | 44,74%    |
| Росіяни   | 96,30%               | 78,69%     |           |
| Поляки    | 26,93%               | 99,23%     | 44,01%    |
| Білоруси  | 42,69%               | 78,84%     | 76,22%    |
| Євреї     | 15,89%               | 91,91%     | 87,16%    |
| Молдовани | 63,71%               | 89,36%     | 52,55%    |
| Вірмени   | 76,88%               | 74,72%     | 72,99%    |

## Місце народження
За переписом 2001 року 95,2% населення Хмельницької області народилися на території України (УРСР), 4,6% населення — на території інших держав (зокрема 3,1% - на території Росії), 0,2% населення не вказали місце народження. 86,8% населення народилися на території Хмельницької області, 8,4% — у інших регіонах України.
Питома вага уродженців різних регіонів України у населенні Хмельницької області за переписом 2001 року:
| уродженців області | кількість | частка у населенні |
| Хмельницької       | 1238606   | 86,8               |
| Вінницької         | 17066     | 1,2                |
| Житомирської       | 12330     | 0,9                |
| Тернопільської     | 11452     | 0,8                |
| Рівненської        | 9221      | 0,6                |
| Львівської         | 5713      | 0,4                |
| Чернівецької       | 5437      | 0,4                |
| Донецької          | 5379      | 0,4                |
| Івано-Франківської | 5025      | 0,4                |
| Київської          | 4447      | 0,3                |
| Луганської         | 4016      | 0,3                |
| Одеської           | 3726      | 0,3                |
| Дніпропетровської  | 3367      | 0,2                |
| АР Крим            | 3225      | 0,2                |
| Черкаської         | 2928      | 0,2                |
| Харківської        | 2690      | 0,2                |
| Волинської         | 2643      | 0,2                |
| Чернігівської      | 2588      | 0,2                |
| Миколаївської      | 2534      | 0,2                |
| Полтавської        | 2490      | 0,2                |
| Закарпатської      | 2438      | 0,2                |
| Херсонської        | 2311      | 0,2                |
| м. Києва           | 2257      | 0,2                |
| Сумської           | 2204      | 0,2                |
| Кіровоградської    | 1983      | 0,1                |
| Запорізької        | 1648      | 0,1                |
| Севастополя        | 194       | 0,0                |

## Зайнятість населення
Сфери зайнятості населення області за переписом 2001 року
| сфера діяльності                                                                 | кількість зайнятих | частка |
| -------------------------------------------------------------------------------- | ------------------ | ------ |
| Сільське господарство, мисливство та лісове господарство                         | 181 670            | 35,5%  |
| Обробна промисловість                                                            | 76 498             | 14,9%  |
| Оптова та роздрібна торгівля; торгівля транспортними засобами; послуги з ремонту | 45 929             | 9,0%   |
| Освіта                                                                           | 45 695             | 8,9%   |
| Охорона здоров'я та соціальна допомога                                           | 35 129             | 6,9%   |
| Державне управління                                                              | 33 146             | 6,5%   |
| Транспорт і зв'язок                                                              | 24 215             | 4,7%   |
| Будівництво                                                                      | 17 233             | 3,4%   |
| Виробництво електроенергії, газу та води                                         | 15 900             | 3,1%   |
| Колективні, громадські та особисті послуги                                       | 11 026             | 2,2%   |
| Операції з нерухомістю, здавання під найм та послуги юридичним особам            | 9 081              | 1,8%   |
| Готелі та ресторани                                                              | 8 014              | 1,6%   |
| Фінансова діяльність                                                             | 3 177              | 0,6%   |
| Добувна промисловість                                                            | 2 000              | 0,4%   |
| Неточно вказали або не вказали вид діяльності                                    | 1 791              | 0,3%   |
| Послуги домашньої прислуги                                                       | 1 120              | 0,2%   |
| Рибне господарство                                                               | 420                | 0,1%   |
| Екстериторіальна діяльність                                                      | 3                  | 0,0%   |
| Всього зайнятих економічною діяльністю                                           | 512 047            | 100,0% |